# Gyergyótölgyes
Gyergyótölgyes (románul Tulgheș) falu Romániában, Hargita megyében. Tulsóvíz, Tölgyes, Újmező és Régi Pojána részekből áll. 1887-től járási székhely volt.

## Fekvése
Gyergyószentmiklóstól 30 km-re északkeletre a Putna-patak Kis-Besztercébe ömlésénél fekszik.

## Nevének eredete
Nevét az ezen a tájon ritka tölgyfaerdeiről kapta.

## Története
A falu a 18. századi Besztercei tutajozásnak köszönheti kialakulását. A gyergyói fa és borvízszállítmányok így messze földre eljuthattak, itt volt a moldvai vám. 1817-ben kápolnát építettek, 1890-ben épült római katolikus temploma. 1910-ben 3878 lakosából 2572 magyar, 1032 román, 19 német volt. A trianoni békeszerződésig Csík vármegye Gyergyótölgyesi járásának székhelye volt. 1992-ben társközségeivel együtt 3751 lakosából 2409 román, 1312 magyar, 28 cigány és 2 német volt. A központnak 3657 lakosa volt. 2002-ben testvértelepülési kapcsolatot létesített a szatmári (Magyarország, Szabolcs-Szatmár-Bereg megye) Jánkmajtis, 2013-ban pedig az ormánsági (Magyarország, Baranya megye) Kémes községekkel.

## Látnivalók
- Ortodox fatemploma 1828-ban épült, a Már-patak völgyében áll és egy korábbi, 18. századi templom helyére épült.
- A Szent Péter Pál fakápolna 1922-ben épült.
- Határában van a Tölgyesi-szoros, a Kis-Beszterce 3 km-es völgyszorosa melyen fontos kereskedelmi útvonal vezetett Moldvába.
- A ditrói út melletti első világháborús emlékművet a Ceaușescu-rendszerben megsemmisítették, helyén ma román emlékmű áll.

## Híres emberek
- Itt született 1904-ben Talpassy Tibor költő, író.

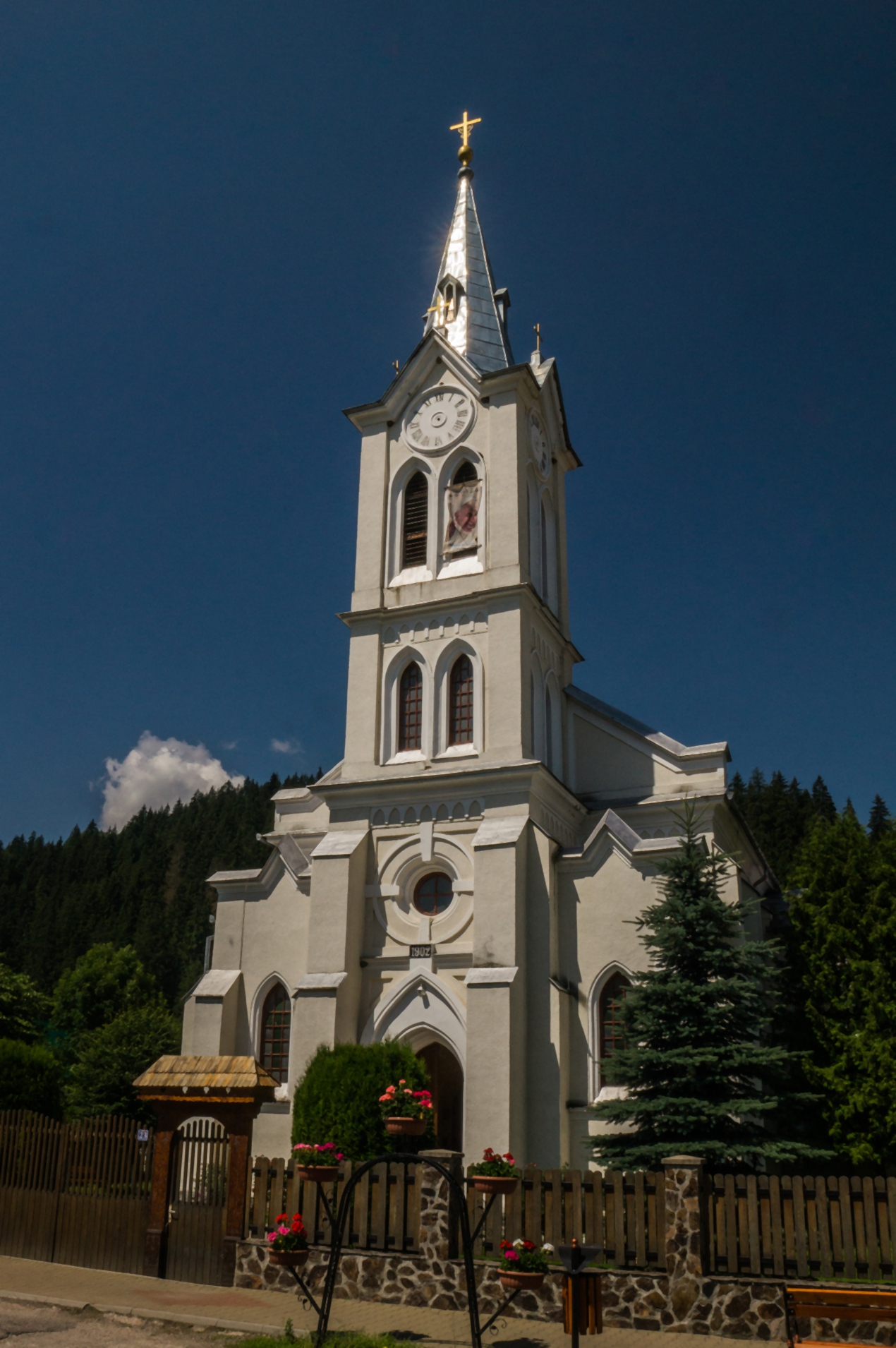
Katolikus templom